# Andreea Boghian
Andreea Nicoleta Boghian (Gura Humorului, 29 de novembro de 1991) é uma remadora romena, medalhista olímpica.

## Carreira
Boghian competiu nos Jogos Olímpicos de 2016, no Rio de Janeiro, onde conquistou a medalha de bronze com a equipe da Romênia no oito com.